# Pierre Poisson
Ne doit pas être confondu avec Pierre-Marie Poisson.
Pour les articles homonymes, voir Poisson (homonymie).
Pierre Poisson, de son nom complet Pierre Jacques Alphonse Poisson, né le 2 août 1870 à Toulouse (Haute-Garonne), mort le 24 janvier 1909 dans la même ville, est un universitaire et homme politique français.

## Parcours politique
Adjoint au maire d'Uzès, dans le département du Gard, il se présente aux élections législatives, en 1902, dans la circonscription d'Uzès, sous les couleurs du Parti républicain, radical et radical-socialiste, et est élu au second tour.
Il est réélu, toujours au second tour, en 1906, dans la même circonscription.
Durant ses deux mandats, il siège, à la Chambre des députés, dans la commission de l'Enseignement.

## Mandats électifs
- Conseiller municipal :
  - Adjoint au maire d'Uzès (Gard)

- Membre de la Chambre des députés :
  - du 11 mai 1902 au 10 mai 1906 : député du Gard (élu au 2e tour)
  - du 10 mai 1906 au 24 janvier 1909 : député du Gard (élu au 2e tour)